# Хронологія окупації країн Балтії
Хронологія окупації країн Балтії перелічує ключові події у військовій окупації країн Балтії Естонії, Латвії та Литви Радянським Союзом та нацистською Німеччиною під час Другої світової війни.

## 1939 рік
- 20 березня 1939 р. Німецький ультиматум Литві - це усний ультиматум, поданий Юозасу Урбшису, міністру закордонних справ Литви, Йоахімом фон Ріббентропом, міністром закордонних справ нацистської Німеччини . Німці вимагали від Литви відмови від Клайпедської області, інакше Вермахт вторгнеться до Литви . Після років зростання напруженості між Литвою та Німеччиною, посилення пронацистської пропаганди в регіоні та продовження німецької експансії, попит очікувався .
- 23 серпня 1939 р . Підписано Пакт Молотова – Ріббентропа. Секретний протокол пакту ставить Естонію, Латвію та Фінляндію до сфери інтересів СРСР, Литва - до сфери впливу Німеччини. Польща була розділена між радянськими та нацистськими інтересами.
- 1 вересня 1939 року нацистська Німеччина вторглася в Польщу . Ці події означають початок Другої світової війни в Європі.
- 14 вересня 1939 р. Польська підводний човен " Ожел" заходить у таллінську гавань, інтернований екіпаж.
- 17 вересня 1939 р. Радянський Союз вторгся в Польщу, все ще працюючи разом з нацистською Німеччиною в рамках MRP.
- 18 вересня 1939 р. Польська підводний човен " Ожел", рятуючись від Талліну, бере курс на Англію .
- 22 вересня 1939 року Червона Армія захопила область Вільнюса, яку Польща анексувала від Литви в 1922 році .
- 24 вересня 1939 р. Радянський Союз вимагає створення російських військових баз в Естонії, використовуючи інцидент з Орзелом як привід і загрожуючи вторгненням у випадку невиконання.
- 28 вересня 1939 р. До Пакту Молотова – Ріббентропа внесено зміни згідно з німецько-радянським Договором про межу та дружбу; більша частина Литви нині потрапляє до радянської сфери впливу.
- 28 вересня 1939 р. Естонія підпорядковується радянському ультиматуму, приймає військові бази.
- 2 жовтня 1939 р. Радянський Союз вимагає створення російських військових баз в Латвії, що загрожує вторгненням у випадку їх невиконання.
- 5 жовтня 1939 р. Латвія підпорядковується радянському ультиматуму, приймає військові бази.
- 5 жовтня 1939 р. Радянський Союз починає переговори з Фінляндією про обмін базами та територіями.
- 10 жовтня 1939 р. Литва приймає радянські бази. Радянський Союз передає Литві частину Вільнюської області, яку Польща анексувала від Литви в 1922 році.
- 18 жовтня 1939 року в Естонію вступають перші загони Червоної армії.
- 13 листопада 1939 р. Фінляндія відхиляє радянський ультиматум.
- 30 листопада 1939 р. Радянський Союз вторгся у Фінляндію. Починається Зимова війна.
- 1 грудня 1939 р. Уряд Теріокі, радянський маріонетковий уряд Фінляндії, створений у захопленому з Фінляндії повіті Терійокі.
- 14 грудня 1939 р. Ліга Націй вислала Радянський Союз за незаконну війну проти Фінляндії.

## 1940 рік
- 29 січня 1940 р. Радянський Союз "забув" уряд Теріокі.
- 13 березня 1940 р. Зимова війна закінчується Московським мирним договором .
- 9 квітня 1940 р. Німеччина вторглася в Данію та Норвегію.
- 10 червня 1940 р. Німеччина окупує Норвегію.
- 14 червня 1940 р. Німеччина захоплює Париж.
- 14 червня 1940 р. Радянський Союз розпочинає повітряну та морську блокаду Естонії.
- 14 червня 1940 р. Радянські ВПС збивали фінський цивільний літак " Калева ", що летів з Таллінна в Гельсінкі .
- 14 червня 1940 р. Радянський Союз поставив Литві ультиматум сформувати новий уряд і забезпечити вільний доступ Червоної Армії. Президент Литви Антанас Сметона пропонує збройний опір. Не отримавши підтримки з боку уряду чи збройних сил, він вирішує покинути країну, щоб його не могли використати для легалізації окупації.
- 15 червня 1940 р. Радянський Союз окупує Литву. Президент Сметона втікає через Німеччину спочатку до Швейцарії, а потім до США, 1941 р., Де він помирає 9 січня 1944 р. В Клівленді . Прем'єр-міністр Антанас Меркіс поступається радянським вимогам і намагається зловити Сметону. Володимир Деканозов приземляється в Каунасі для нагляду за анексією Литви.
- 15 червня 1940 р. О 03:00 радянські війська штурмують і захоплюють латвійські прикордонні пункти Машенки та Смайлі.
- 16 червня 1940 р. Подібні ультиматуми були поставлені Естонії та Латвії.
- 16 червня 1940 р. Прем'єр-міністр Литви Антанас Меркис усуває Антанаса Сметону з посади президента і, всупереч конституції Литви, сам вступає на посаду президента.
- 17 червня 1940 р. Естонія та Латвія підкоряються радянським вимогам і окуповані. Прем'єр-міністр Литви Антанас Меркіс призначає Юстаса Палецькіса новим прем'єр-міністром, подає у відставку та заарештовується.
- 18 червня 1940 р. Швеція та Німеччина підписують договір про транзит німецьких солдатів з Норвегії через шведську територію.
- 19 червня 1940 р. У Вільнюсі влаштовується демонстрація на підтримку Радянської армії.
- 20 червня 1940 р. Формується новий латвійський уряд затверджених Москвою міністрів.
- 21 червня 1940 р. Формується уряд Нової Естонії, до складу якого входять лише ліві активісти. Радянський Союз влаштовує низку демонстрацій підтримки Червоної Армії в декількох містах.
- 22 червня 1940 р. Франція здається нацистській Німеччині .
- 8 липня 1940 р. Швеція та Німеччина підписують договір про транзит німецького військового матеріалу між Норвегією та портами Південної Швеції.
- 11 липня 1940 р. Балтійський військовий округ створений Радянським Союзом в Ризі, на територіях теоретично ще незалежних держав
- 14 липня 1940 - 15 липня 1940, фіктивні вибори в Естонії, Латвії та Литві, де некомуністичні кандидати були дискваліфіковані, переслідувані та побиті. Результати латвійських "виборів" випадково опубліковані в Лондоні.
- 17 липня 1940 року виконуючий обов'язки президента Литви Антанас Меркис потрапляє до в'язниці та депортується до Саратова, Радянський Союз. Він помирає 5 березня 1955 року.
- 21 липня 1940 - 23 липня 1940 Нова естонська асамблея, яку підтримує СРСР, перетворює Естонію за радянським стилем, нехтуючи існуючими конституційними рамками реструктуризації уряду.
- 21 липня 1940 р. Новий латвійський Сейм приймає широкі укази про націоналізацію та радянізацію.
- 22 липня 1940 р. Президент Латвії Карліс Улманіс заарештований та висланий до Росії, ніколи не повертаючись. Помер у в'язниці в Красноводську 20 вересня 1942 року.
- 23 липня 1940 р. Керівники балтійських дипломатичних місій у Лондоні та Вашингтоні, округ Колумбія, протестують проти радянської окупації та анексії своїх країн.
- 23 липня 1940 р . Декларація Самнера Веллза (заступника державного секретаря США). США застосовують прецедент попередньої декларації Стімсона до країн Балтії, проводячи політику невизнання анексії країн Балтії де-юре . Більшість інших західних країн дотримуються подібних позицій до відновлення суверенітету країн Балтії в 1991 році.
- 30 липня 1940 р. Президент Естонії Костянтин Пятс ув'язнений НКВС і депортований до Росії, де він помирає в психіатричній лікарні Калініна 18 січня 1956 р.
- 3 серпня 1940 р. Радянський Союз анексував Литву.
- 5 серпня 1940 р. Радянський Союз анексував Латвію.
- 6 серпня 1940 р. Радянський Союз анексував Естонію.
- 6 вересня 1940 р. Радянський Союз набуває права на передачу військ та матеріальних прав у Фінляндії між Ханьком та радянським кордоном.
- 22 вересня 1940 р. Німеччина набуває права на передачу військ та матеріальних прав у Фінляндії між північною Норвегією та портами Ботнічної затоки .
- 12 листопада 1940 р. Німеччина відмовляє вимогам Радянського Союзу щодо права поводитися з Фінляндією, як це буде робити на переговорах у Берліні.
- 16 грудня 1940 р. В Естонії застосовується кримінальний кодекс СРСР із зворотною силою, який застосовується до дій, скоєних до 21 червня 1940 р.

## 1941 рік
- 10 січня 1941 р. Радянський Союз та Німеччина домовляються про пізнє переселення балтійських німців з Латвії та Естонії.
- 14 червня 1941 р. Перші масові депортації з Естонії (10 000), Латвії (15 000) та Литви (18 000) у малонаселені райони Сибіру.
- 15 червня 1941 р. Губернатор Нью-Йорка Герберт Леман оголошує 15 червня Днем Балтії.
- 22 червня 1941 р. Німеччина проводить операцію "Барбаросса", вторгся в Радянський Союз. У радянській історіографії початок Другої світової війни як Велика Вітчизняна війна .
- 24/25 червня 1941 р. Радянська влада розправила політичних в'язнів у місті Райнай, Литва.
- 25 червня 1941 р. Продовжується війна між Фінляндією та Радянським Союзом.
- 2 липня 1941 р. В Радянському Союзі оголошено загальну мобілізацію.
- 4 липня 1941 р. Масові депортації з естонських островів.
- 7 липня 1941 року німецькі війська досягають Південної Естонії.
- 9 липня 1941 р. Радянська влада покидає Тарту після страти 199 політичних в'язнів, серед них жінки та принаймні одна дитина.
- 10 липня 1941 року німецькі війська досягають Тарту.
- 17 липня 1941 р. В Ризі утворений Державний комісаріат Остланд , Гінріх Лозе призначений державним комісаром.
- 21 липня 1941 р. Сталін домагається визнання Черчіллем де-юре визнання нового західного кордону Радянського Союзу. Черчілль не відповідає.
- 14 серпня 1941 року Рузвельт і Черчілль оголошують Атлантичну хартію .
- 31 серпня 1941 р. Материкова частина Прибалтики зараз повністю окупована німецькими військами.
- 20 вересня 1941 р. Генріх Гімлер відвідує Естонію.
- 25 листопада 1941 р. Заступник держсекретаря США Самнер Веллз підтверджує політику США щодо невизнання анексії Балтії.
- 19 грудня 1941 Альфред Розенберг, держміністр Німецької мови для окупованих східних територій, розігрує цивільне зобов'язання праці для всіх жителів окупованих територій, в віці 18 – 45.
- Грудень 1941 р. Протягом шести місяців німецької окупації 10000 осіб, у тому числі 1000 естонських євреїв, або потрапляють до в'язниці або страчують.

## 1942 рік
- 20 січня 1942 р. Гейдріх заявляє на Вансенській конференції, що Естонія є "Judenfrei".
- 25 лютого 1942 р. Німецький закон набирає чинності в Естонії, Латвії та Литві, але застосовується лише до етнічних німців .
- 16 березня 1942 р. Геббельс пише у своєму щоденнику, що прибалтійці наївно вірять, що німці дозволять їм відновлювати національні уряди.
- 30 березня 1942 р. Гіммлер пропонує план германізації східних територій, включаючи створення німецьких поселень після війни.
- 20 травня 1942 року Молотов відвідує Лондон, Велика Британія відмовляється визнати законність нового західного кордону Радянського Союзу.[1]